# Савченко, Василий Сидорович (генерал)
Василий Сидорович Савченко (14 июня 1905, Глобино, Полтавская губерния — 19 декабря 1992, Хмельницкий) — советский военачальник, генерал-майор танковых войск (1944), кавалер шести орденов Красного Знамени.

## Биография
Родился 14 июня 1905 года в городе Глобино, ныне Полтавской области. В 1918 году окончил Кременчугское высшее начальное училище.

### Военная служба

#### Предвоенные годы
30 сентября 1924 года зачислен курсантом Школы червоных старшин в городе Харьков. После окончания школы направлен в августе 1927 года в 96-ю стрелковую дивизию на должность командира взвода 288-го стрелкового полка, в 1929 году вступает в ВКП(б), с ноября 1930 года — командир взвода полковой школы 288-го стрелкового полка, с 13 апреля 1931 года назначается командиром пулеметной роты стрелкового полка, а с 22 сентября 1931 года — командир и политрук пулеметной роты стрелкового полка той же дивизии.
С декабря 1931 года является слушателем Бронетанковых курсов усовершенствования и переподготовки командного состава РККА имени тов. Бубнова.
10 марта 1932 года после окончания курсов назначен командиром и политруком роты 11-го отдельного танкового батальона Московского Военного Округа. В октябре 1933 года переведен в Особую Краснознамённую Дальневосточную армию на должность помощника командира 12-го отдельного танкового батальона по технической части, с октября 1934 года — командир и политрук роты в том же батальоне. В январе 1935 года назначен командиром танковой роты школы младшего начальствующего состава 11-го механизированного корпуса ОКДВА.
После реорганизации и переименования 11-го мехкорпуса в 20-й танковый корпус, с 9 мая 1938 года назначен в нём начальником штаба отдельного учебного танкового батальона 6-й механизированной бригады, а 2 ноября 1938 года назначен помощником начальника оперативного отделения штаба 20-го ТК Забайкальского Военного Округа. С 20 июля 1939 года капитан Савченко зачислен слушателем Военной академии им. Фрунзе.

#### Великая Отечественная война
С 22 июля 1941 года, после досрочного окончания академии, майор Савченко назначен заместителем начальника штаба 7-й танковой бригады по оперативной работе. 20 сентября 1941 года бригада убыла в район Сталино на Юго-Западный фронт в состав 38-й армии. Под ударами превосходящих сил противника бригада была вынуждена отходить на Полтаву, Волчанск, Валуйки и к концу декабря закрепилась на рубеже Валуйки — Купянск, где зимой — весной 1942 года вела оборонительные бои. В этих боях Савченко был контужен и за боевые отличия награждён орденом Красной Звезды.
17 апреля 1942 года майор Савченко назначается начальником оперативного отдела штаба 21-го танкового корпуса. В мае 1942 года корпус принял участие в Харьковской операции в ходе которой вместе с другими частями попал в окружение и был разгромлен, лишь небольшим остаткам личного состава корпуса с огромными потерями удалось прорваться к своим в районе села Лозовенька, в их числе был майор Савченко. Со 2 июня 1942 года Савченко назначается начальником штаба 5-й гвардейской танковой бригады находящейся на доукомплектовании.
С 5 июля 1942 года майор Савченко — командир 15-й танковой бригады, которая в составе 37-й армии Южного фронта оборонялась в районе поселка Сусатско-Донской вблизи реки Дон. 19 августа 1942 года бригада переводится на Закавказский фронт в район Баку. В октябре 1942 года бригада наступала и оборонялась в 10 км сев-зап. и зап. Орджоникидзе (Владикавказ). В ноябре-декабре 1942 года бригада наступала в направлении на Кадгорон и Ардон. В январе 1943 года в резерве Северной Группы войск Закавказского фронта бригада наступала и форсировала Дон. За умелое руководство бригадой в этих боях Савченко был награждён орденом Красного Знамени.
4 апреля 1943 года подполковник Савченко назначен начальником штаба 1-го гвардейского танкового корпуса. Руководя штабом танкового корпуса Савченко принимал участие в Орловской, Гомельско-Речицкой, Калинковичско-Мозырской, Бобруйской, Минской, Восточно-Прусской, Млавско-Эльбингской, Восточно-Померанской наступательных операциях. За участие в этих операциях Савченко награждён многими орденами и медалями.
23 марта 1945 года генерал-майор танковых войск Савченко переводится на Дальний Восток начальником штаба БТ и МВ формируемого 1-го Дальневосточного фронта, в то же время он возглавил подвижный отряд 25-й армии.

#### Советско-японская война
В ходе войны будучи начальником штаба БТ и МВ 1-го Дальневосточного фронта генерал-майор Савченко командовал подвижной группой состоящей из двух танковых бригад. В условиях бездорожья и горно-лесисто-болотной местности провел свою группу, в отрыве от общевойсковых соединений, на расстояния до 300 км ведя непрерывные бои с противником продвигаясь за сутки по 60-65 км и пройдя 700 км. Савченко лично руководил боями за овладение городами Ванцин и Яньцзи проявив при этом храбрость и геройство, с первыми танками ворвался в эти города и тем самым воодушевлял бойцов и офицеров. В дальнейшем руководимая им группа овладела городами Дуньхуа, Гирин, Тунхуа где были захвачены в плен 30 000 японских солдат и офицеров, а также захвачено большое количество складов, железнодорожных составов, свыше 700 автомобилей и много другого ценного имущества. В районе города Тунхуа при отказе японского пехотного полка сложить оружие, Савченко имея недостаточное количество сил (4 танка, 4 орудия и две стрелковые роты) искусным маневром окружил этот полк и заставил его сдаться в плен.
За вышеперечисленные боевые отличия генерал-майор Савченко был представлен к званию Героя Советского Союза, но командование понизило награду до ордена Суворова II степени, которым он и был награждён.

#### Послевоенное время
С 16 октября 1945 года назначен командиром 2-й танковой дивизии. С 17 сентября 1947 года — начальник штаба УК БТ и МВ Дальнего Востока (Хабаровск). С 13 октября 1949 года переведен в распоряжение 2-го Главного Управления Генерального Штаба ВС СССР. С 29 марта 1950 года в распоряжении командования БТ и МВ СА. С 22 июня 1950 года — командир 32-й гвардейской механизированной дивизии. С 1 декабря 1952 года по 6 ноября 1953 года — слушатель Высших академических курсов при Высшей Военной академии им. Ворошилова.
С 6 ноября 1953 года командир 31-й танковой дивизии, командуя дивизией в октябре-ноябре 1956 года принимает участие в операции «Вихрь» по наведению конституционного порядка на территории Венгерской Народной Республики.
С 12 ноября 1956 года в распоряжении командования Сухопутных войск. С 5 апреля 1957 года уволен в запас по болезни.

## Воинские звания
- старший лейтенант (24.01.1936);
- капитан (29.05.1938);
- майор (1941);
- подполковник (21.11.1942);
- полковник (01.06.1943);
- генерал-майор танковых войск (Постановление СНК СССР № 274 от 11.03.1944)

## Награды
СССР
- орден Ленина (15 ноября 1950)[8]
- шесть орденов Красного Знамени (2 апреля 1943[9], 12 августа 1944[10], 1 ноября 1944[11], 5 ноября 1946[8], 5 ноября 1954[8], 7 марта 1957[12])
- два ордена Суворова II степени
  - 29 мая[13] или 31 мая 1945 — за умелое и мужественное руководство боевыми операциями и за достигнутые в результате этих операций успехи в боях с немецко-фашистскими захватчиками[14]
  - 26 августа 1945[15]
- два ордена Кутузова II степени (3 июня 1944[16], 18 декабря 1956[12])
- орден Отечественной войны I степени (6 апреля 1985[17])
- два ордена Красной звезды (26 сентября 1942[18], 3 ноября 1944[8])
- медали в том числе:
  - «За оборону Кавказа» (2 декабря 1944)
  - «За Победу над Германией в Великой Отечественной войне 1941—1945 гг.» (1945)
  - «За победу над Японией»
  - «За взятие Кёнигсберга»
  - «За освобождение Варшавы»
- знак «50 лет пребывания в КПСС»

Приказы (благодарности) Верховного Главнокомандующего в которых отмечен В. С. Савченко.
- За форсирование реки Уссури, прорыв Хутоуский, Мишаньский, Пограничненский и Дуннинский укрепленных районов японцев, преодоление труднодоступной горно-таежной местности, продвижение вперед на 500 километров и овладение городами Мишань, Гирин, Яньцзи, Харбин. 23 августа 1945 года. № 372.

Других государств
- орден Облаков и Знамени (КНР)